# Гласкок (округ, Джорджия)
Гла́скок (англ. Glascock County) — округ штата Джорджия, США. Население округа на 2000 год составляло 2556 человек. Административный центр округа — город Гибсон.

## История
Округ Гласкок основан в 1857 году.

## География
Округ занимает площадь 373 км2.

## Демография
Согласно Бюро переписи населения США, в округе Гласкок в 2000 году проживало 2556 человек. Плотность населения составляла 6.9 человек на квадратный километр.